# مکتب نوفیثاغورسی
مکتب نوفیثاغورسی (Neopythagoreanism) مکتبی برای احیای آموزه‌های مکتب فیثاغوری بود که در قرن‌های اول و دوم میلادی برجسته شده بود. 
این مکتب تلاشی بود برای معرفی یک عنصر مذهبی به فلسفه یونان، پرستیدن خدا با یک زندگی زاهدانه و نادیده گرفتن لذات جسمانی و تمام انگیزه‌های مبنی بر لذات جسمانی، برای پاک کردن روح.

## پی نوشت‌ها
1. ↑  Calvin J. Roetzel, The World That Shaped the New Testament, 2002, p. 68.